# Jyotir Math

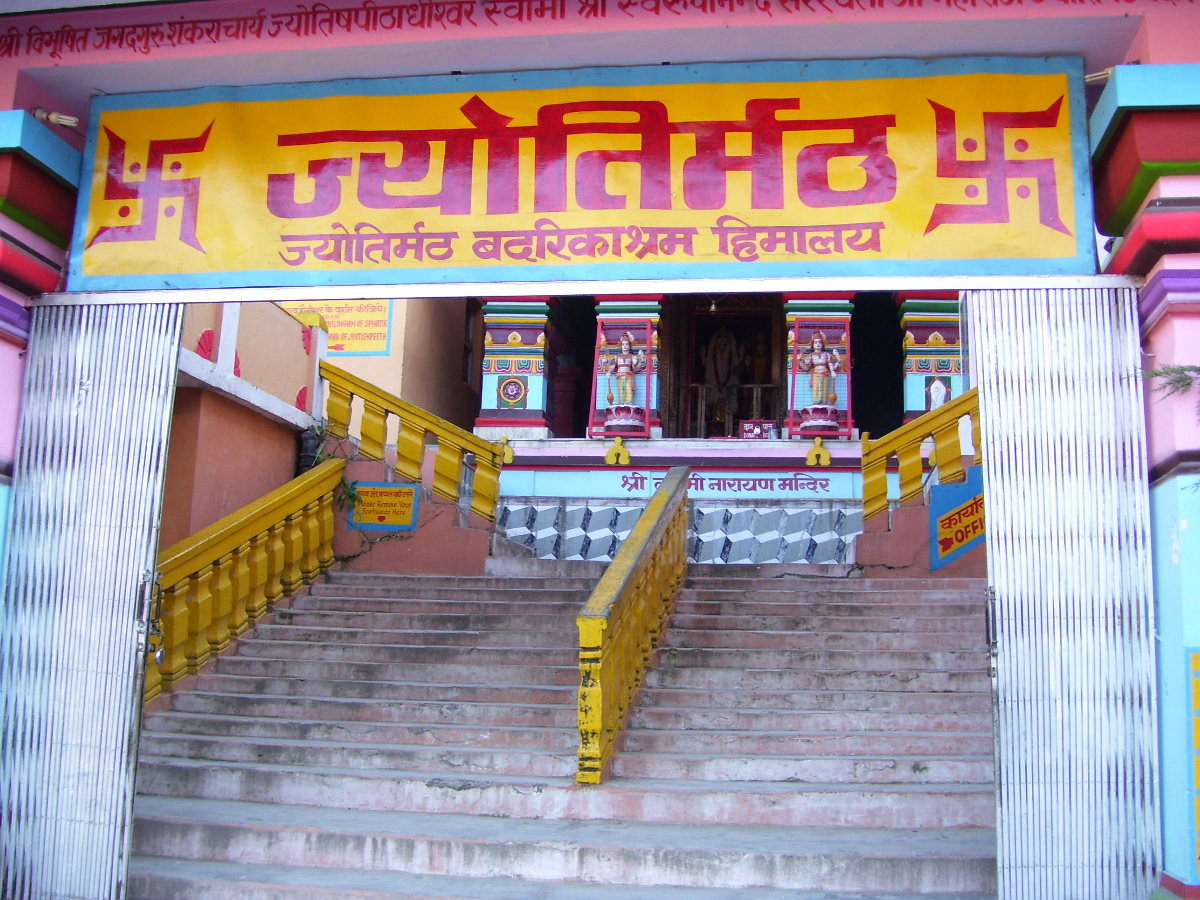
Entrée du monastère.

Jyotir Math est un monastère hindou (math signifiant monastère en sanskrit) situé dans la ville de Joshimath, en Uttarakhand, en Inde. Parfois appelé matha uttarāmnāya ou « monastère du nord », il est l'un des quatre foyers de l'Advaita Vedanta établis aux quatre points cardinaux de l'Inde par Shankara, grande figure de l'hindouisme.
Les responsables de ces quatre hauts-lieux spirituels de l'Inde (Jyotir Math, Dvaraka, Puri, Shringeri)  portent le titre de Shankaracharya. Après son occupation par Swami Rāmakṛṣṇa Tirtha au XVIIIe siècle, le monastère de Jyotir Math est resté inoccupé durant 165 ans jusqu'à la nomination de Swami Brahmananda Saraswati en 1941.

## Controverse de succession
En 1953, à la mort de Brahmananda Saraswati, certains de ses disciples contestèrent son testament et convoitèrent le titre de Shankaracharya. Pour ce faire, ils attaquèrent en justice Santananda Saraswati, le successeur que Brahmananda Saraswati avait désigné, mais les plaintes n'aboutirent jamais.